# Morning Musume Otome Gumi
 (mai 2025).
Si vous disposez d'ouvrages ou d'articles de référence ou si vous connaissez des sites web de qualité traitant du thème abordé ici, merci de compléter l'article en donnant les références utiles à sa vérifiabilité et en les liant à la section « Notes et références ».
Morning Musume。Otome Gumi ou Morning Musume。Otomegumi (モーニング娘｡おとめ組) est un groupe du Hello! Project créé en 2003 le temps de deux singles, composé de la moitié des membres des Morning Musume, en parallèle avec Morning Musume Sakura Gumi.

## Membres
- Kaori Iida (Leader)
- Rika Ishikawa
- Nozomi Tsuji
- Makoto Ogawa
- Miki Fujimoto
- Sayumi Michishige
- Reina Tanaka

## Singles
- 18 septembre 2003 : Ai no Sono ~Touch My Heart!~ (愛の園～Touch My Heart!～, Ai no Sono ~Touch My Heart!~?)
- 25 février 2004 : Yūjō ~Kokoro no Busu ni wa Naranee!~ (友情～心のブスにはならねぇ!～, Yūjō ~Kokoro no Busu ni wa Naranee!~?)

## Liens
- (ja) Discographie sur le site officiel du H!P